# مأمون خليل عمادالدين حؤبش
مأمون خليل عمادالدين حؤبش (10 نوفمبر 1928 - 4 يونيو 2012) جرش، الأردن. لواء ركن وأحد القادة العسكريين الأردنيين. أتم تحصيله الثانوي في مدينة أربد ثم دخل دورة مرشحين وتخرج برتبة مرشح بتاريخ 1 أغسطس 1951 وأنتظم في القوات المسلحة الأردنية.

## سيرته العسكرية
يعتبر حؤبش من أعيان الشراكسة في الأردن، ومن كبار العسكريين الأردنيين. كانت معظم خدمته في سلاح المدفعية الملكي. خاض حرب 1967، وقاد حرب الاستنزاف عامي 1968 و1969. كان قائد معركة التصدي للقوات الغازية عام 1970.
ولد في مدينة جرش في المملكة الأردنية الهاشمية في 10 نوفمبر 1928. 
ترقى إلى رتبة ملازم ثان في 15 أبريل 1955 ثم إلى ملازم أول في 20 فبراير 1958 ومنها إلى رتبة نقيب بتاريخ 26 أبريل 1960 وإلى رائد بتاريخ 3 أغسطس 1964 ثم مقدم ركن بتاريخ 19 يوليو 1968 ومنها إلى عقيد ركن بتاريخ 25 أكتوبر 1970 وإلى عميد ركن بتاريخ 7 يوليو 1973 ولواء ركن بتاريخ 4 يونيو 1979.
تولى حؤبش وحدة الأمن العسكري بتاريخ 25 مايو 1952، ثم عين أركان حرب كتيبة المدفعية الأولى في 27 نوفمبر 1954 وقائد بطارية في كتيبة المدفعية الخامسة في 19 يناير 1960 ومساعد قائد كتيبة المدفعية السابعة بتاريخ 1 يوليو 1965 وقائد كتيبة المدفعية السادسة الثقيلة في 17 أبريل 1966 وقائد مدفعية الفرقة الثالثة في 4 أبريل 1970 وقائد مدفعية الفرقة الثانية في 10 يناير 1971 وقائدًا للفرقة الثانية في 15 سبتمبر 1973 ومديرًا لشؤون الضباط في 6 مايو 1975.
انتقل بعد ذلك للخدمة المدنية فعيّن محافظًا لمحافظة اربد في 12 ديسمبر 1976 ومن ثم أصدرت الأرادة الملكية السامية مرسومًا بتعيينه مديرًا للأمن العام.  بتاريخ 4 حزيران 1979.

## أوسمة
- وسام الاستقلال من الدرجة الرابعة
- شارة الخدمة المخلصة
- وسام الكوكب الأردني من الدرجة الثانية
- وسام الأستقلال من الدرجة الأولى *وسام الأستحقاق من الدرجة الثالثة
- وسام الخدمة العامة بفلسطين، وميدالية معركة الكرامة
- وسام الأستحقاق الوطني
- وسام الكوكب الأردني من الدرجة الأولى
- وسام العمليات الحربية
- وسام الجمهورية المصرية

## حياته الشخصية ووفاته
حؤبش متزوج من نهلا إبراهيم يرفاس، وله من الأولاد؛ ماهر حؤبش "رجل أعمال"، نارت حؤبش، ينال حؤبش "عميد متقاعد"، نضال حؤبش "عميد متقاعد"، نزار حؤبش "عميد متقاعد"، مها حؤبش، مرفت حؤبش.
توفي يوم الخميس الموافق 4 يونيو 2012 عن عمر يناهز 84 عاما".